# Gorilla Monsoon
Robert James „Gino“ Marella (4. června 1937 – 6. října 1999), známý jako Gorilla Monsoon, byl americký profesionální wrestler a komentátor.
Proslavil se jako jeden z hlavních zápasník ztvárňující záporné charaktery. Později byl jedním z hlavních zástupců World Wrestling Federation (WWF). Mimo to byl i komentátor a manažer. Koncem 20. století se stal na dva roky prezidentem společnosti.

## Mládí
Navštěvoval Jeffersonovu střední školu v Rochesteru ve státě New York.
Po střední škole nastoupil na Ithaca College, kde se více věnoval zápasení. Přivydělával si jako dělník. Podílel se na stavbě Blue Cross Areny.

## Osobní život
Byl více než 40 let ženatý a měl tři děti: Sharon, Joeyho a Valerii. Jako jeho syn byl uváděn i Víctor Quiñones. Jeho syn Joey zemřel v roce 1994 při autonehodě.

## Smrt
Zemřel 6. října 1999 na selhání srdce způsobené komplikacemi cukrovky ve svém domě ve Willingboro Township v New Jersey. Bylo mu 62 let. Jeho tělo bylo pohřbeno vedle jeho syna Joeyho v Lakeview Memorial Park v Cinnaminsonu ve státě New Jersey.
Jeho přínos do světa wrestlingu je stále oceňován.

## Ocenění a úspěchy

### Amatérský wrestling
- Ithaca College
  - Athletic Hall of Fame (1973)

### Profesionální wrestling
- Cauliflower Alley Club
  - Other honoree (1994)
- George Tragos/Lou Thesz Professional Wrestling Hall of Fame
  - Class of 2011
- Professional Wrestling Hall of Fame and Museum
  - Class of 2010
- World Championship Wrestling (Australia)
  - IWA World Heavyweight Championship (1x)
- World Wide Wrestling Federation / World Wrestling Federation
  - WWWF United States Tag Team Championship (2x) – s Killerem Kowalskim (1) a Billem Wattsem (1)
  - Slammy Award (1x)
    - Most Evolutionary (1994) – Tied with King Kong Bundy

  - WWF Hall of Fame (1994)
- World Wrestling Association (Los Angeles)
  - WWA World Tag Team Championship (2x) – s Lukem Grahamem (1) a Elem Mongolem (1)
- World Wrestling Council
  - WWC North American Heavyweight Championship (2x)
- Wrestling Observer Newsletter
  - Worst Television Announcer (1985, 1991–1995)